# Ням-Осорын Учрал
Ням-Осорын Учрал (род. 2 января 1987 года в Улан-Баторе) — монгольский государственный деятель. В 2016, 2020 и 2024 году трижды избирался членом в Великий государственный хурал Монголии. С 2023 года Министр электронного развития и связи, с июля 2024 года Министр, Председатель Канцелярии Правительства Монголии.

## Карьера
- 2012—2014 — начальник политического отдела столичного Комитета Монгольской народной партии.
- 2015 — советник по вопросам связи с общественностью Вице-Премьера Монголии Ухнаагийна Хурэлсуха.
- 2016 — советник фракции Монгольской народной партии в Великом Народном Хурале (ВГХ).
- 2010 — Президент Ассоциации Франчайзинга Монголии,
- 2015 — Вице-Президент, с 2019 года Президент Союза молодёжи Общественной Демократии при Монгольской Народной партии.
- 2015 — Президент Союза молодых учителей «Yes Mongolia»,
- 2016 — член Великого народного хурала.
- 2020 — член Великого народного хурала, Председатель Постоянного комитета ВГХ по инновациям и электронной политике.
- с августа 2022 года Министр электронного развития и связи.
- с 2023 года работает председателем комитета МНП Сухэ-Баторского района Улан-Батора.
- с июля 2024 года Министр, Председатель Канцелярии Правительства Монголии.